# Cueva de Dunmore
La cueva de Dunmore es una cueva de solución de piedra caliza en Ballyfoyle, condado de Kilkenny, Irlanda. Se forma en calizas del Carbonífero Inferior (Viseense) de la formación Clogrenan. Es una cueva de exhibición abierta al público, particularmente conocida por sus ricos descubrimientos arqueológicos y por ser el sitio de una masacre vikinga en 928.

## Cueva

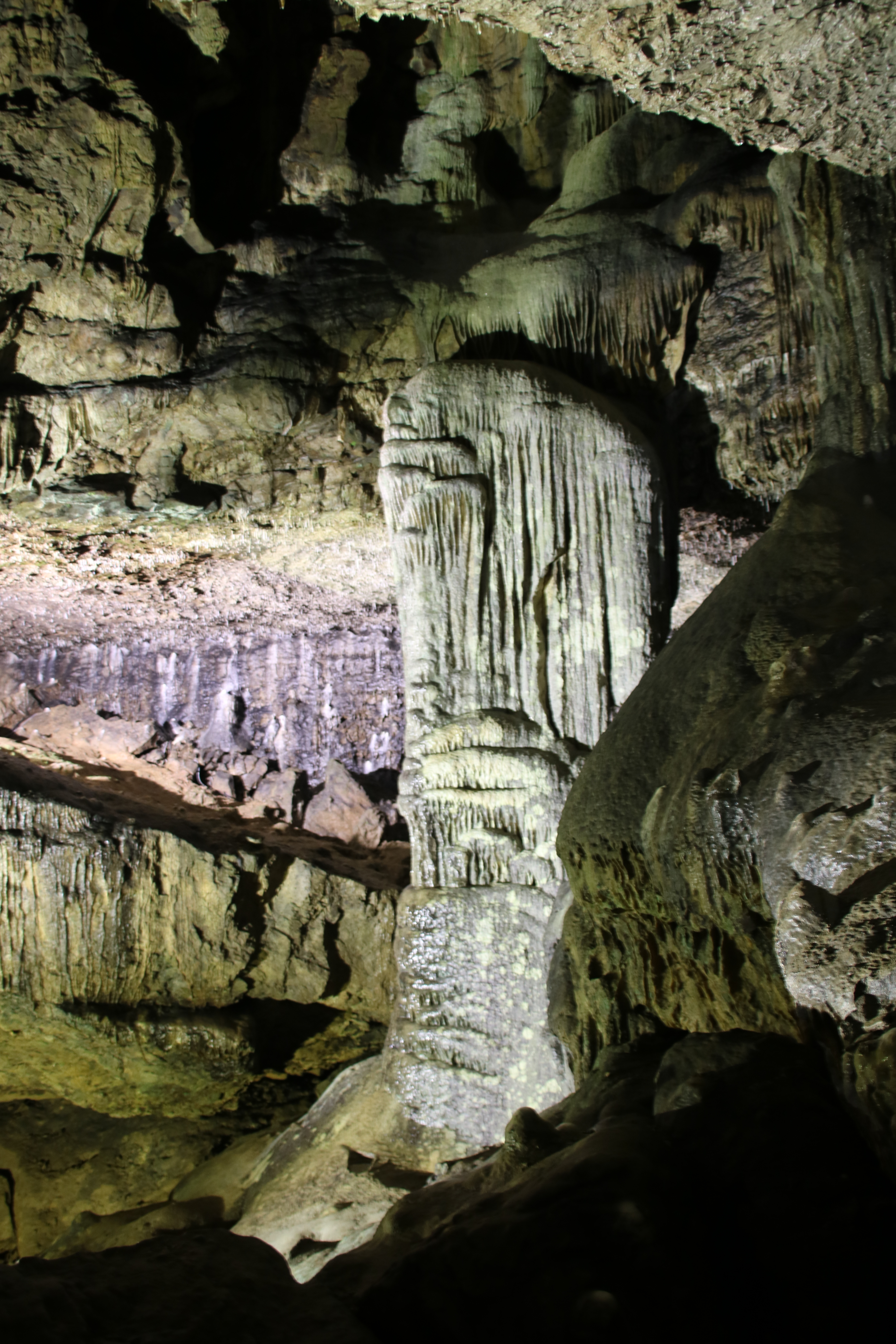
Market Cross, una de las grandes formaciones de calcita.

Las cuevas están ubicadas al este y cerca de la carretera N78 Kilkenny–Castlecomer y alrededor de 11 km (6,8 mi) norte de la ciudad de Kilkenny. La entrada está en la ciudad de Mohill, donde se ha establecido un centro turístico en el sitio. Con vistas al valle del río Dinan, se encuentra en un afloramiento aislado de piedra caliza en la meseta de Castlecomer. 
Dunmore no es una de las cuevas más grandes de Irlanda. Contiene sólo un cuarto de milla de pasajes y en su punto más profundo, desciende a 150 pies (45,7 m), pero posee algunas finas formaciones de calcita. La más espectacular es Market Cross, una columna claramente en forma de cruz sobre 19 pies (5,8 m) de alto.

### Desarrollo
Dunmore fue designada Monumento Nacional por los Comisionados de Obras Públicas en 1944, pero el desarrollo como cueva de exhibición con centro de visitantes y recorridos no comenzó hasta 1967, a instancias del respetado arqueólogo y espeleólogo J. C. Coleman. La cueva se cerró en 2000 por trabajos arqueológicos y remodelación, y se reabrió en 2003.

## Historia
La referencia histórica más antigua de la cueva se encuentra en las Tríadas de Irlanda, que datan del siglo XIV al XIX, donde "Úam Chnogba , Úam Slángae y Dearc Fearna" se enumeran bajo el título "los tres lugares más oscuros de Irlanda". La última, que significa "Cueva de los Alisos", generalmente se cree que es la actual cueva de Dunmore,  mientras que las dos primeras se traducen como las cuevas de Knowth y Slaney. No se sabe a qué sistema exacto de cuevas/tumbas de paso cerca del río Slaney se hace referencia, lo más probable es que sean las de Baltinglass. Otras fuentes traducen los lugares enumerados como Rath Croghan, la cueva o cripta de Slane, y la "Cueva de los helechos".
En los Anales de los Cuatro Maestros, fechados en el siglo XVII, Dearc Fearna fue registrado como el sitio de una gran masacre vikinga en 928:
"Godfrey Uí Ímair, con los extranjeros de Ath Cliath, demolieron y saquearon Dearc Fearna, donde mil personas fueron asesinadas en este año como se afirma en la cuarteta:  Novecientos años sin dolor, veintiocho, se ha probado, Desde que Cristo vino en nuestro socorro, al saqueo de Dearc-Fearna. 
Si bien se cree que los restos humanos encontrados en la cueva son víctimas de la masacre vikinga, esto no se ha confirmado de manera confiable. Muchos de los restos pertenecen a mujeres y niños, y se supone que son los cuerpos de personas escondidas en la cueva que no pudieron salir cuando los vikingos intentaron sacarlos con humo, muriendo asfixiados.

### Estudio arqueológico
Los primeros escritos sobre la cueva de carácter arqueológico provienen del obispo George Berkeley, cuyo informe fechado en 1706 detalla una visita que realizó a la cueva cuando era niño. El ensayo no se publicó hasta 1871. En 1869, Arthur Wynne Foot, un médico, realizó una visita arqueológica a la cueva con el sacerdote James Graves y Peter Burtchaell y descubrieron grandes cantidades de restos humanos que recolectaron. En sus informes, Foot documentó meticulosamente sus hallazgos y seleccionó referencias de los escritos de los investigadores durante los 120 años anteriores.
En 1999, se descubrió un tesoro de 43 artículos de plata y bronce en una grieta rocosa en lo profundo de la cueva. Los arqueólogos fecharon este tesoro, que consiste en plata, lingotes y botones cónicos tejidos con plata fina, en el año 970 d. C.